# Racing Club Luxemburg
Racing Club Luxemburg was een Luxemburgse voetbalclub uit de hoofdstad Luxemburg.

## Geschiedenis
De club nam in 1909/10 deel aan het allereerste kampioenschap en werd ook de allereerste landskampioen na een 3-2-overwinning tegen US Hollerich/Bonnevoie. Het volgende seizoen nam de club niet deel aan het kampioenschap, maar in 1911 was Racing opnieuw van de partij. De volgende seizoenen maakte Racing echter geen aanspraak meer op de titel en moest zich met ereplaatsen tevreden stellen. In 1920 werd de club laatste en bleef in de hoogste klasse omdat deze met twee clubs werd uitgebreid. Het volgende seizoen eindigde enkel US Rumelange onder de club en dit keer degradeerde de club wel.
In de tweede klasse ging het de club voor de wind en Racing won alle wedstrijden en werd met grote voorsprong op SC Tétange kampioen. Kroon op het werk dat jaar was de overwinning in de allereerste bekerfinale tegen Jeunesse d'Esch met 2-0. De terugkeer in de hoogste klasse bracht niet het verwachte succes met zich mee en Racing werd voorlaatste. Na dit seizoen besloot de club te fuseren met Sporting Club Luxemburg, een andere grote club die al wat van zijn pluimen verloren had. De fusieclub heette CA Spora Luxemburg en zou een topclub worden.

## Erelijst
Landskampioen
Winnaar (1): 1910
Beker van Luxemburg
Winnaar (1): 1922